# Hun (instrument musical)
|  | Aquest article tracta sobre l'instrument musical. Si cerqueu el poble nòmada de l'estepa, vegeu «Huns». |

El hun, també anomenat myeonggu, és un instrument musical coreà, similar a una flauta o a una ocarina, de la família dels aeròfons. És fet de fang o d'altres ceràmiques. Té una forma globular, amb un forat per bufar a la part superior i diversos forats al llarg del seu cos. Es fa servir sobretot en la música cortesana de Corea, tot i que a partir del segle XX alguns compositors contemporanis el van començar a fer servir a les seves composicions i a bandes sonores.
Hi ha tres tipus de hun amb diferents formes, incloses les formes d'un pes de balança, un ou i una bola petita. El coreà té la forma d'un pes de balança. Va ser introduït en el 11è any (1116) del regnat del rei Yejong del període Goryeo a partir de Song, Xina. Es feia servir als ritus ancestrals per als grans mestres. Té un forat de bufat a la part superior i 3 forats dels dits al davant i dos a la part inferior. Produeix sons greus i suaus. Pot fer fins a 12 notes de l'hwangjong a eungjong amb una afinació complicada, que obliga als intèrprets a aprendre digitacions difícils.